# Chris Smith (homme politique, 1970)
Pour les articles homonymes, voir Chris Smith et Smith.
Christopher L. Smith dit Chris Smith, né le 15 mars 1970 à Fort Lauderdale, est un homme politique américain membre du Parti démocrate. Élu à la Chambre des représentants de la Floride entre 1998 et 2006, il siège depuis 2008 au Sénat de Floride pour le 29e puis le 31e district (depuis 2012).